# Свято-Троицкий собор (Чикаго)
Собо́р Свято́й Тро́ицы — православный храм в Чикаго, в так называемом районе «Украинская деревня».
Троицкий собор является кафедральным храмом епархии Чикаго и Среднего Запада Православной церкви в Америке. Ключарь собора – иерей Александр Коранда (англ. Alexander J. Koranda).
Здание храма внесено в Национальный реестр исторических мест США.

## История

### Первые храмы
Православный приход в Чикаго был основан в 1882 году, когда в арендуемом помещении дома по North Noble Street была освящена домовая церковь святого равноапостольного князя Владимира. Приход, находившийся в юрисдикции Алеутской и Аляскинской, затем Алеутской и Северо-Американской епархий Русской Православной Церкви (см. раздел истории Православной Церкви в Америке), окормлял приезжавший из Миннеаполиса священник Алексий Товт.
Основу общины составляла небольшая группа православных иммигрантов из Закарпатья и Галиции, а также греков и сербов.
В 1891 году к православному приходу в Чикаго, благодаря миссионерской деятельности святого Алексия Товта, присоединился униатский приход.
В 1892 году домовая церковь была перенесена на Racine (затем Centre) Street (рядом с Madison Street) и освящена 7 июня. Тогда же приход стал самостоятельным.
В 1895 году настоятелем прихода был назначен священник Иоанн Кочуров. При нём некоторое время к приходу была приписана Трёх-Святительская церковь в Стриторе.
В период 1895–1898 годов к Православной церкви были присоединены 86 униатов и 5 католиков. Число постоянных прихожан в Чикагском храме составило 215 человек. При церкви было организовано Свято-Никольское братство, входившее в состав «Православного общества взаимопомощи».
В 1899 году иерей Иоанн нанял известного американского архитектора, создателя первых небоскрёбов Л. Г. Салливана для строительства нового Свято-Владимирского приходского дома на углу улиц Leavitt и Haddon.

### Современный храм
С увеличением количества прихожан возникла необходимость строительства отдельного здания церкви. Средства на её возведение были собраны отцом Иоанном в 1900 году во время отпуска в Россию.  Строительство храма было частично финансировано со стороны императора Николая II, предоставившего в распоряжение Строительного комитета $4 000.
Закладка нового храма произошла 31 марта 1902 года. Автором проекта был Л. Г. Салливан.
Первое богослужение в храме совершил 25 марта 1903 года совершил епископ Тихон (Беллавин) в сослужении протоиерея Иоанна Кочурова. Освящена же церковь была в августе того же года.
В 1923 году храму был придан статус собора, а в 1978 году он становится кафедральным собором епархии Среднего Запада и Чикаго.
В 2002 году собор был полностью реконструирован.

## Тихвинская икона
Данный приход являлся местом хранения Тихвинской иконы с 1950 года до момента её возвращения в Россию. Настоятелем храма и хранителем иконы сначала был архиепископ Рижский Иоанн (Гарклавс), а затем его приемный сын протоиерей Сергий (Гарклавс) , всю свою жизнь посвятивший сохранению иконы. Согласно завещанию архиепископа Иоанна, возвращение иконы в Россию должно было состояться лишь тогда, когда Тихвинская обитель возродится. В 2004 году икона была торжественно возвращена на её историческое место в Тихвинский Богородичный Успенский мужской монастырь.

## Архитектура, убранство
Храм построен в стиле русской провинциальной церковной архитектуры.
При проектировании Л. Салливан изучал архитектуру большого числа известных русских церквей. Вполне вероятно, что за основу им был взята Михаило-Архангельская церковь на станции Татарская Томской губернии, построенная в 1897 году.
Кирпичные стены храма, покрыты штукатуркой.
На территории собора, к югу от него, находится  двухэтажный приходской дом, построенный в том же стиле, что и храм. Его крыша имеет ту же извилистую кривую, что и у собора.

## Галерея

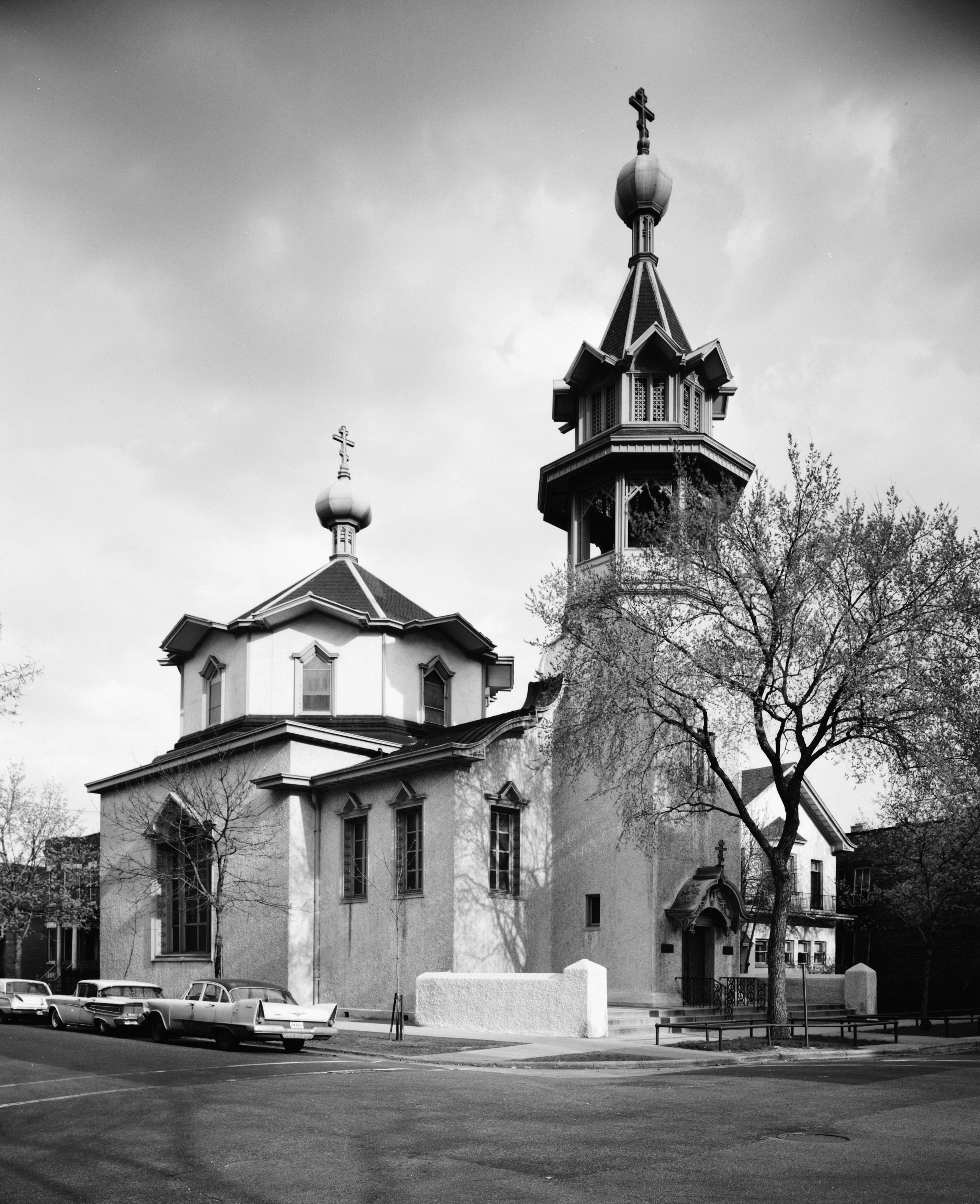
Свято-Троицкий собор, экстерьер, Чикаго
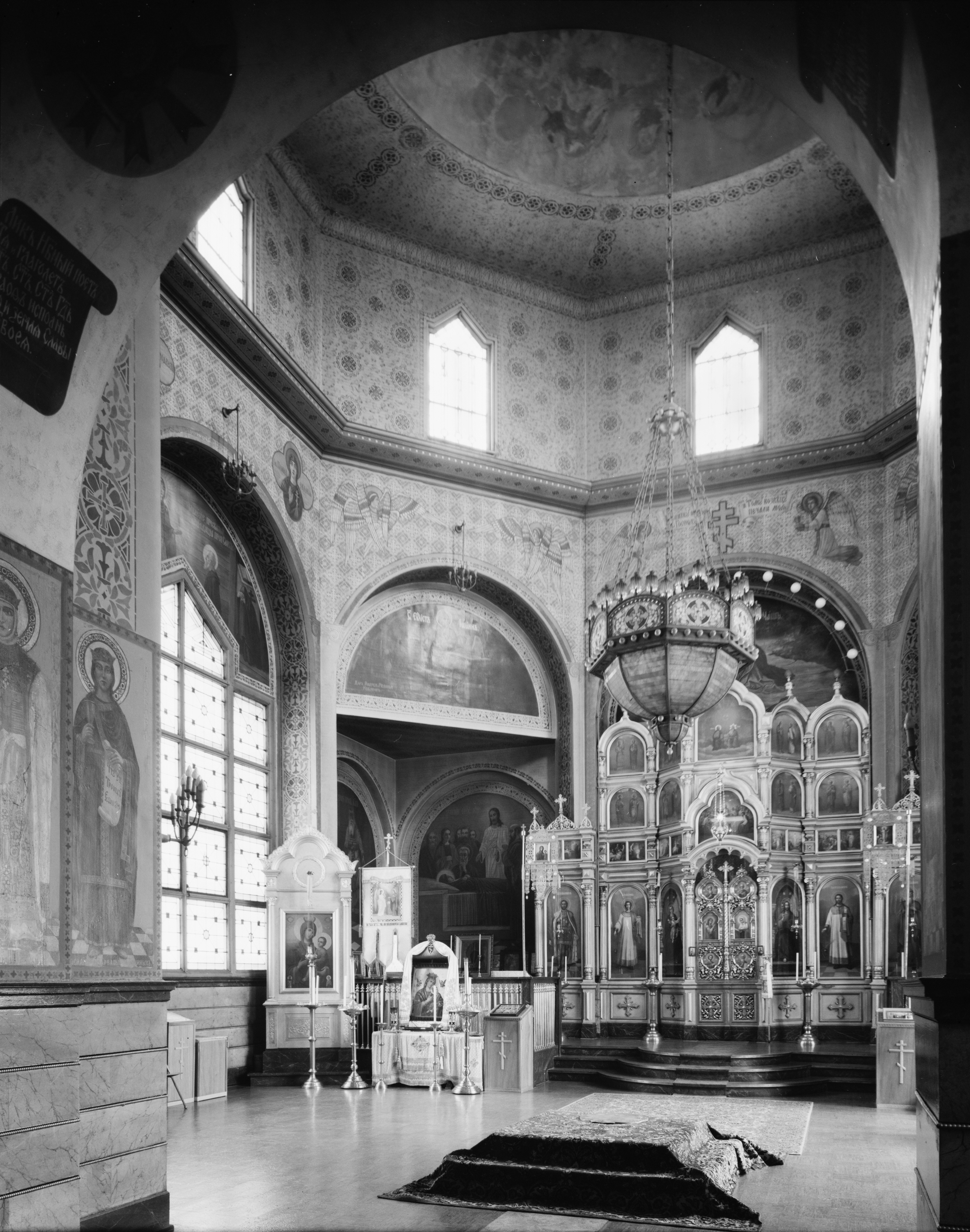
Свято-Троицкий собор, интерьер, Чикаго
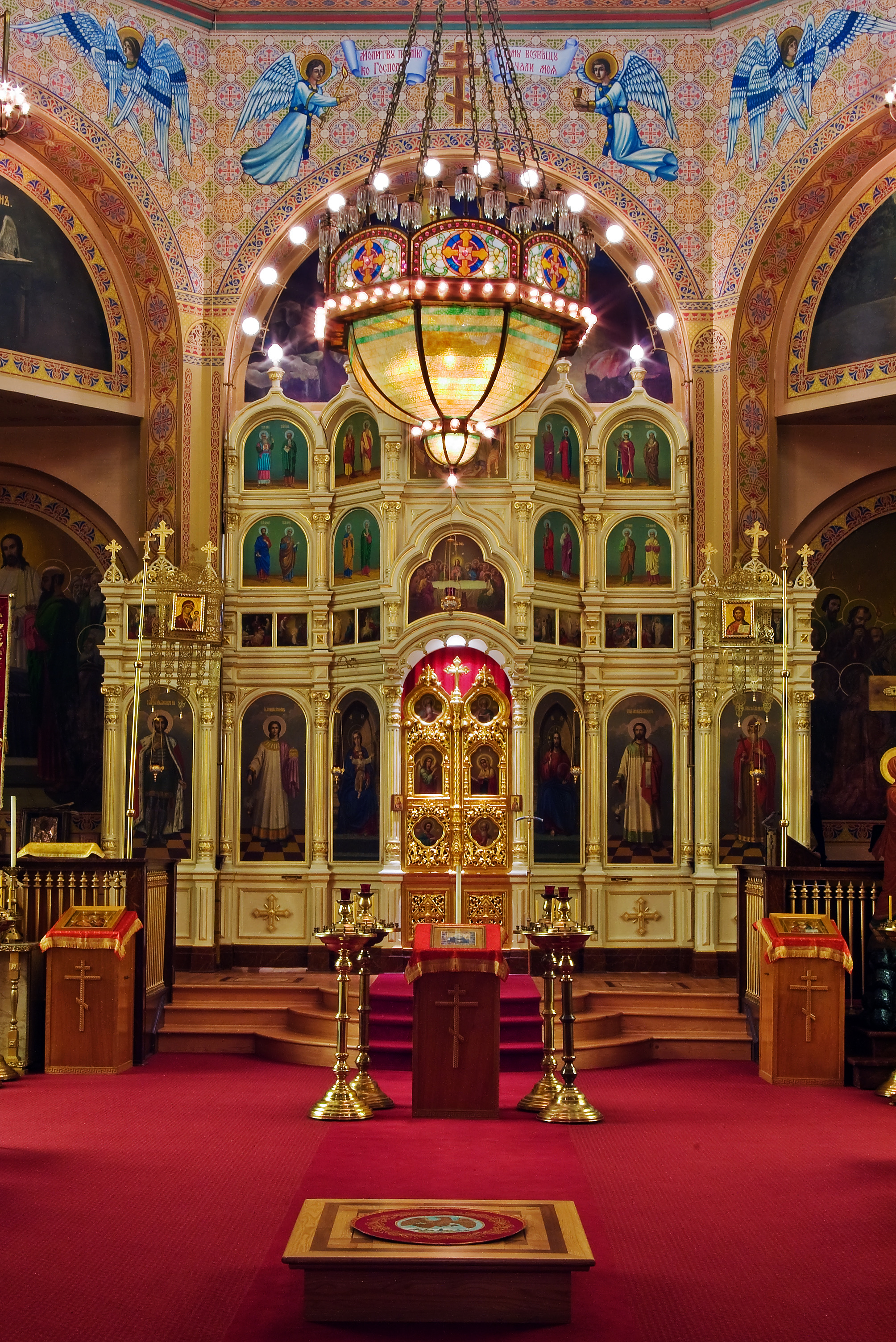
Интерьер, показывающий иконостас
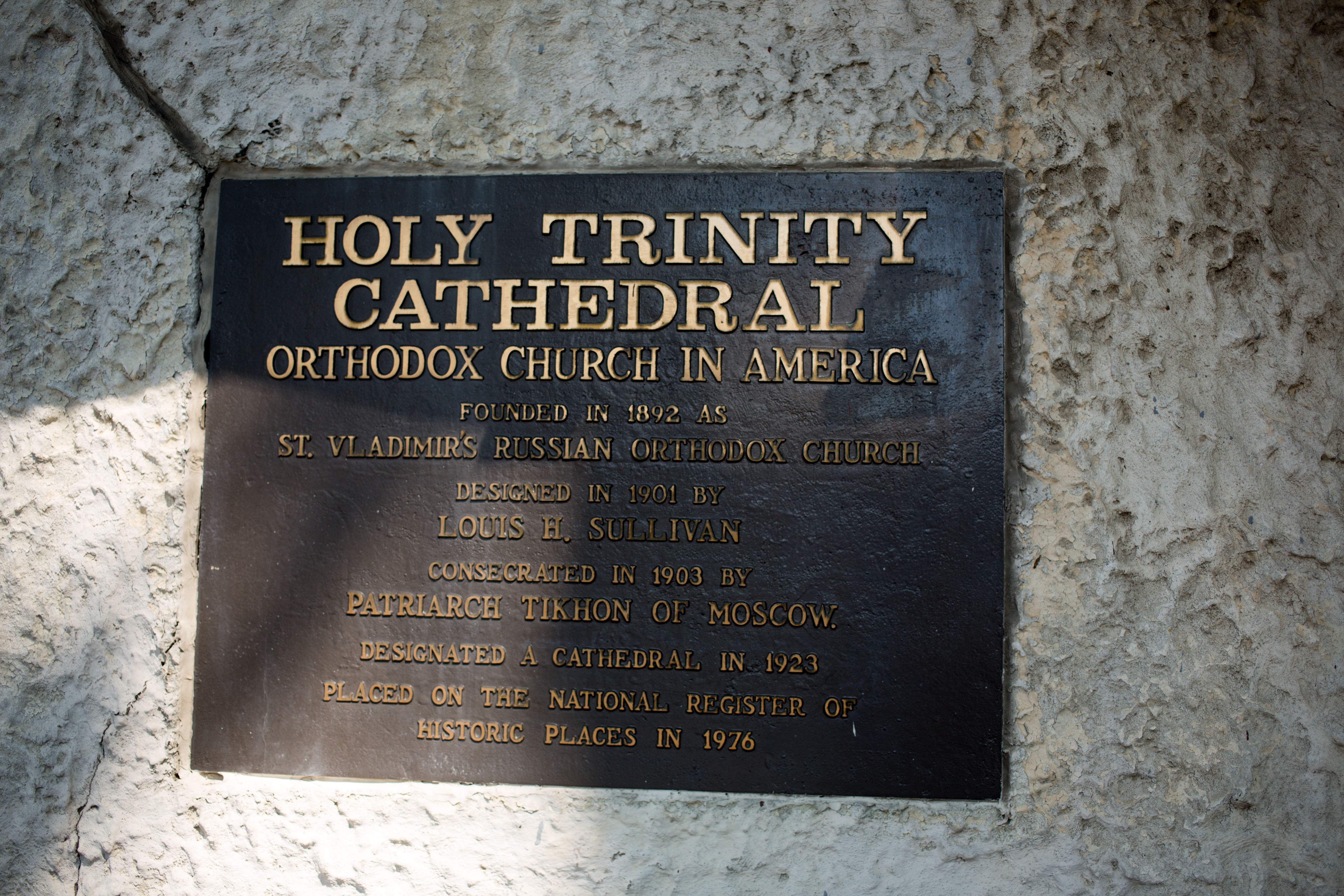
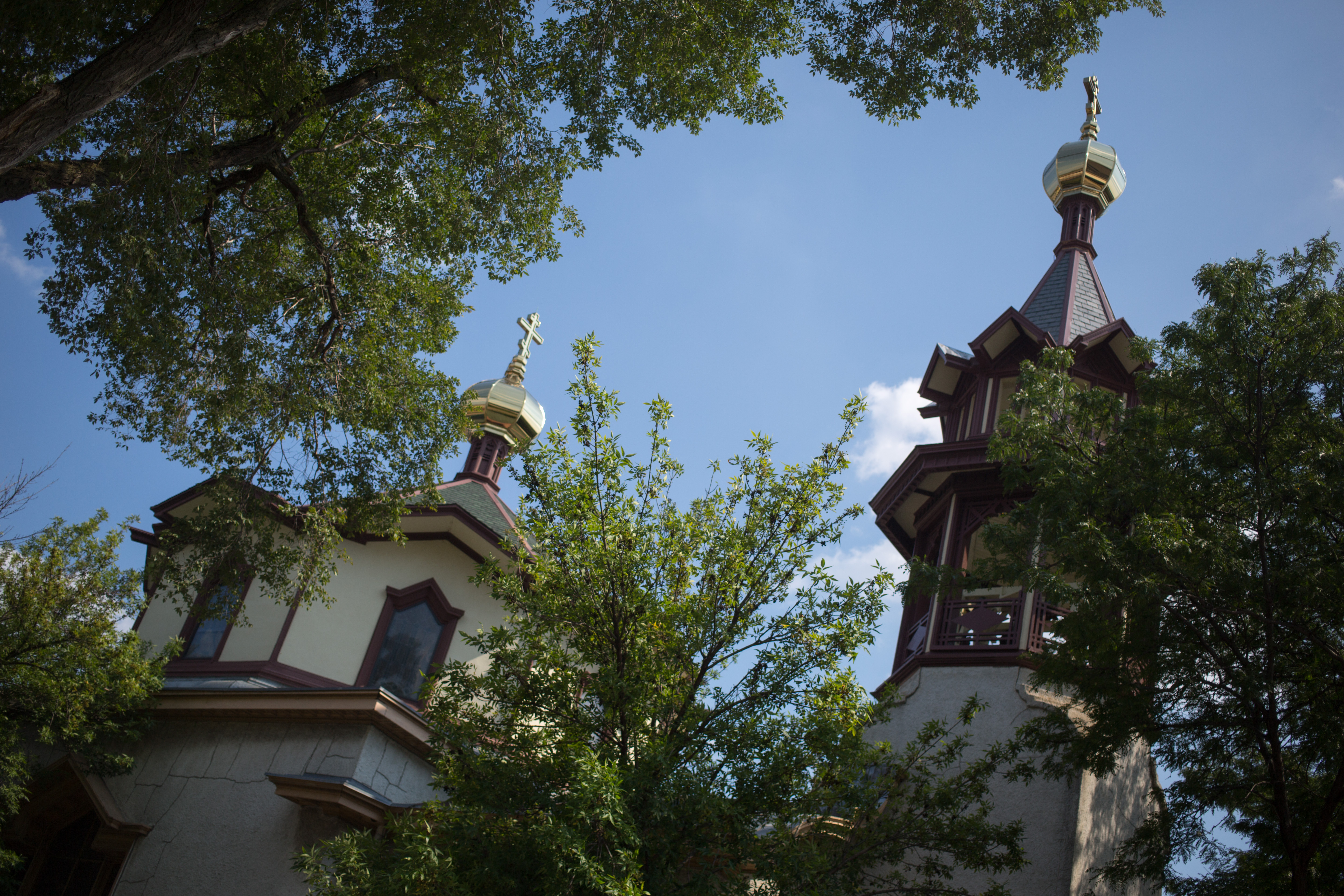
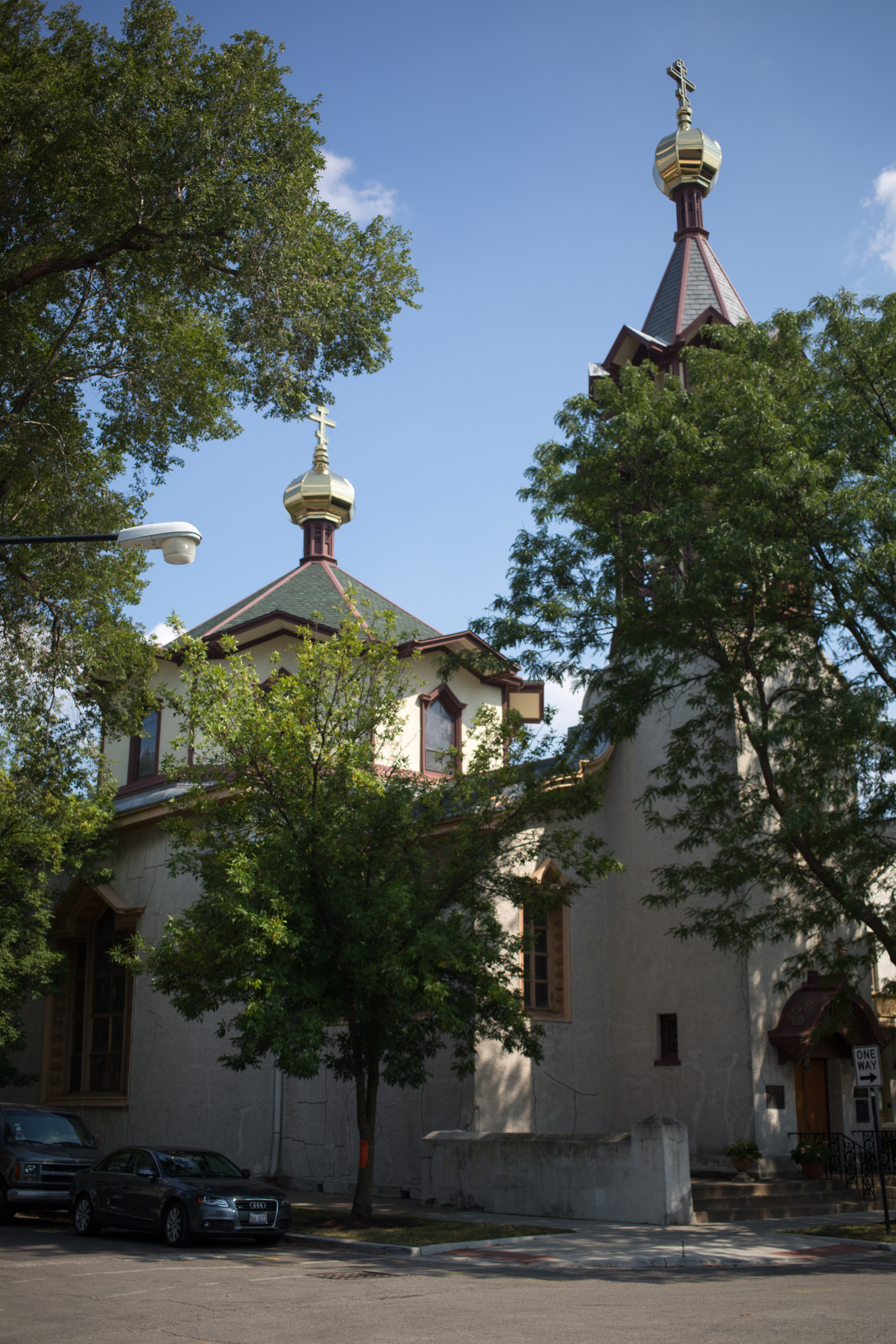
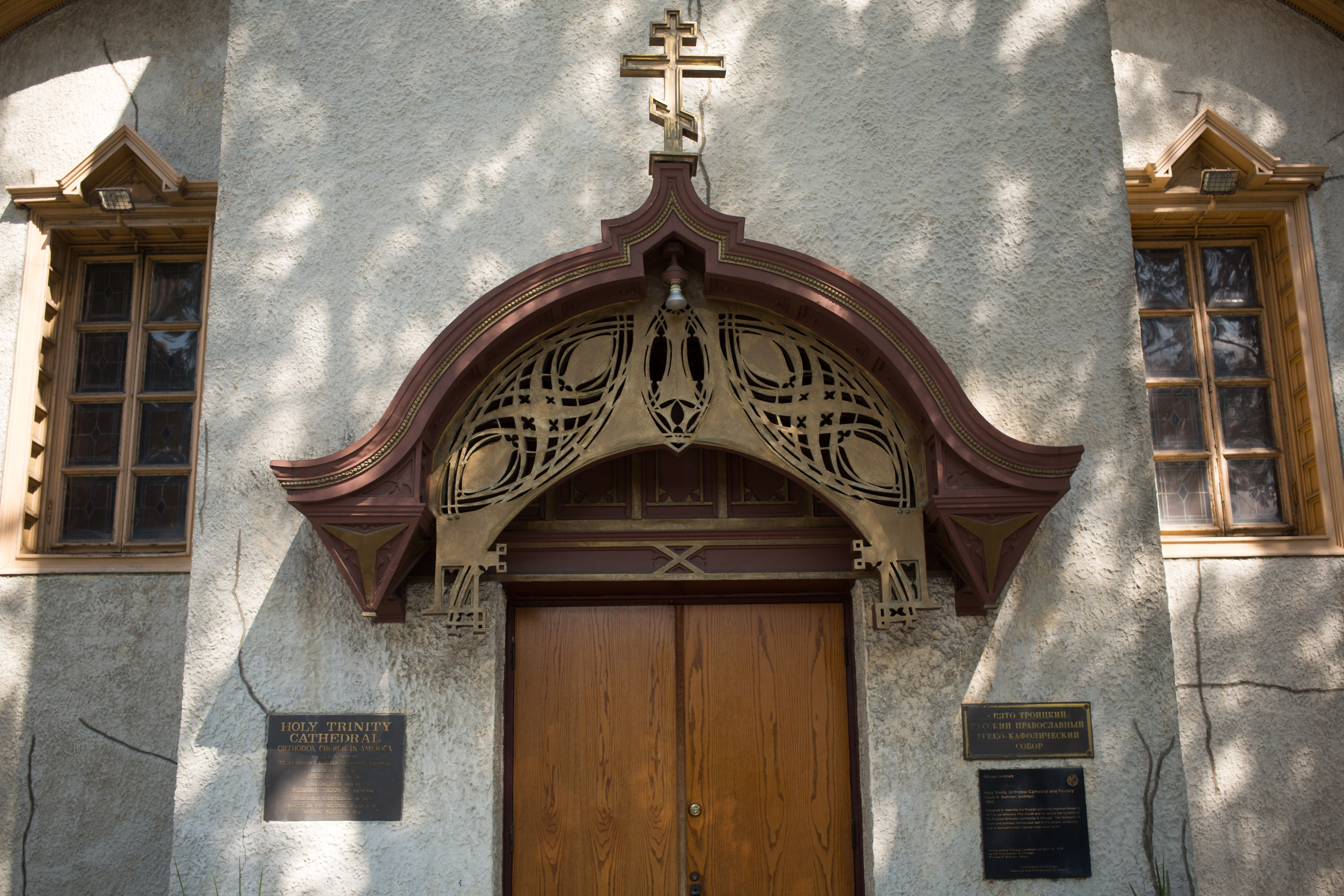
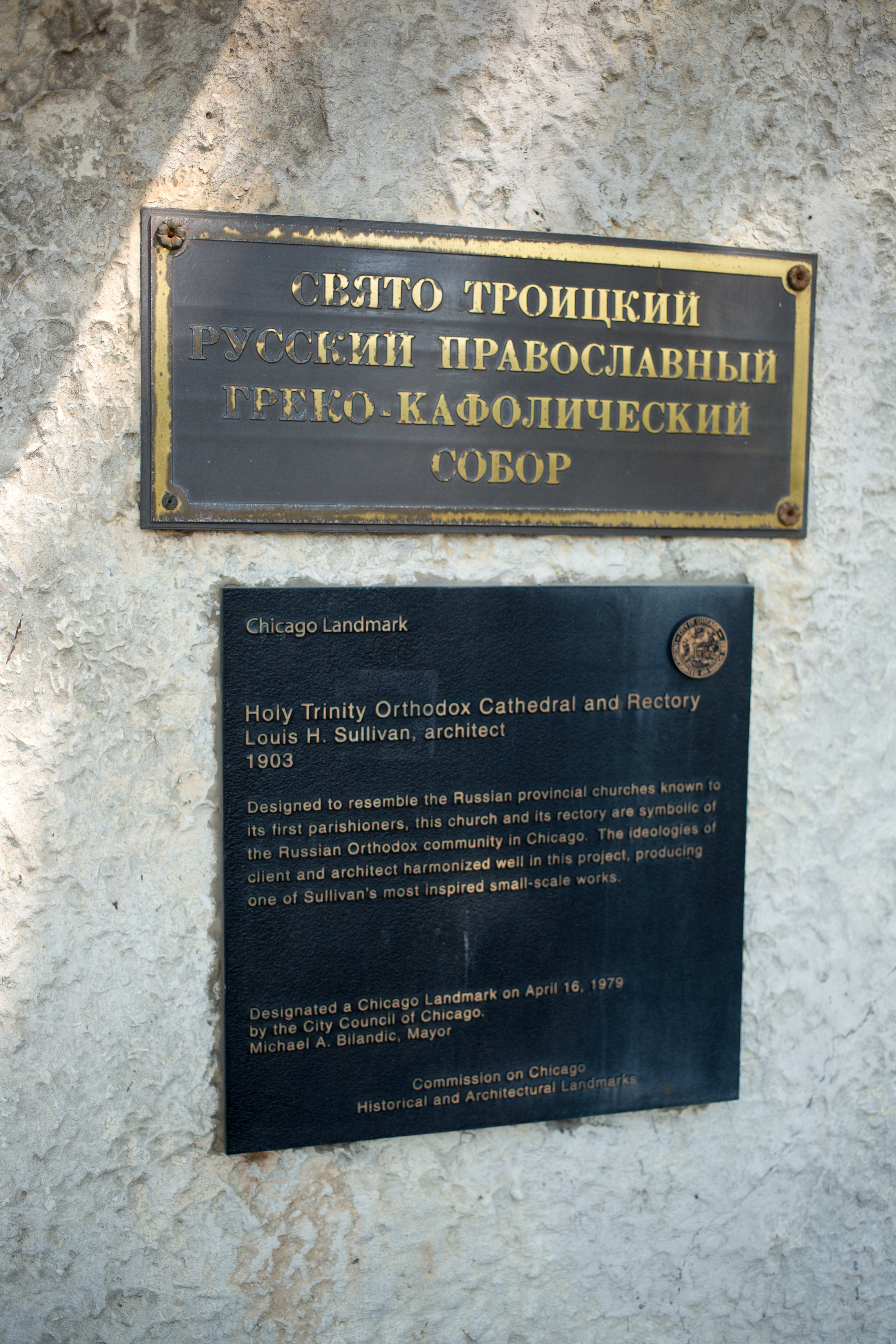